# Nikos Sarnganis
Nikolaos „Nikos” Sarnganis (gr. Νίκος Σαργκάνης, ur. 13 stycznia 1954 w Rafinie, zm. 8 grudnia 2024 w Atenach) – piłkarz grecki grający na pozycji bramkarza. W swojej karierze rozegrał 58 meczów w reprezentacji Grecji.

## Kariera klubowa
Karierę piłkarską Sarnganis rozpoczynał w klubie AO Ilisiakos. W 1974 roku awansował do kadry pierwszej drużyny i w sezonie 1974/1975 zadebiutował w jego barwach w drugiej lidze greckiej. W Ilisiakosie grał do końca 1977 roku, a na początku 1978 roku przeszedł do pierwszoligowego AGS Kastoria. W 1980 roku zdobył z Kastorią Puchar Grecji.
Latem 1980 roku Sarnganis został sprzedany do Olympiakosu Pireus. Grał tam do zakończenia sezonu 1984/1985. W latach 1981–1983 trzykrotnie z rzędu wywalczył z Olympiakosem tytuł mistrza Grecji. W 1981 roku zdobył też Puchar Grecji.
W 1985 roku Sarnganis przeszedł z Olympiakosu do Panathinaikosu. Wraz z Panathinaikosem dwukrotnie był mistrzem kraju w latach 1986 i 1990. Trzykrotnie zdobywał krajowy puchar w latach 1986, 1988 i 1989. W 1990 roku odszedł do innego klubu z Aten, Athinaikosu. Grał tam do końca swojej kariery, czyli do 1992 roku.
| Sezon   | Klub             | Kraj   | Rozgrywki     | Mecze | Bramki |
| ------- | ---------------- | ------ | ------------- | ----- | ------ |
| 1974/75 | AO Ilisiakos     | Grecja | Beta Ethniki  | ?     | 0      |
| 1975/76 | AO Ilisiakos     | Grecja | Beta Ethniki  | ?     | 0      |
| 1976/77 | AO Ilisiakos     | Grecja | Beta Ethniki  | ?     | 0      |
| 1977/78 | AO Ilisiakos     | Grecja | Beta Ethniki  | ?     | 0      |
| 1977/78 | AGS Kastoria     | Grecja | Alpha Ethniki | 29    | 0      |
| 1978/79 | AGS Kastoria     | Grecja | Alpha Ethniki | 32    | 0      |
| 1979/80 | AGS Kastoria     | Grecja | Alpha Ethniki | 17    | 0      |
| 1980/81 | Olympiakos SFP   | Grecja | Alpha Ethniki | 28    | 0      |
| 1981/82 | Olympiakos SFP   | Grecja | Alpha Ethniki | 24    | 0      |
| 1982/83 | Olympiakos SFP   | Grecja | Alpha Ethniki | 33    | 0      |
| 1983/84 | Olympiakos SFP   | Grecja | Alpha Ethniki | 29    | 0      |
| 1984/85 | Olympiakos SFP   | Grecja | Alpha Ethniki | 30    | 4      |
| 1985/86 | Panathinaikos AO | Grecja | Alpha Ethniki | 24    | 2      |
| 1986/87 | Panathinaikos AO | Grecja | Alpha Ethniki | 6     | 0      |
| 1987/88 | Panathinaikos AO | Grecja | Alpha Ethniki | 12    | 0      |
| 1988/89 | Panathinaikos AO | Grecja | Alpha Ethniki | 27    | 0      |
| 1989/90 | Panathinaikos AO | Grecja | Alpha Ethniki | 16    | 0      |
| 1990/91 | Athinaikos AS    | Grecja | Alpha Ethniki | 31    | 0      |
| 1991/92 | Athinaikos AS    | Grecja | Alpha Ethniki | 6     | 0      |

## Kariera reprezentacyjna
W reprezentacji Grecji Sarnganis zadebiutował 15 października 1980 roku w wygranym 1:0 meczu eliminacji do MŚ 1982 z Danią. W swojej karierze grał też w eliminacjach do Euro 84, MŚ 1986 i Euro 92. Od 1980 do 1991 roku rozegrał w kadrze narodowej 58 meczów.